# Parafia Niepokalanego Serca Najświętszej Maryi Panny w Pomysku Wielkim
Parafia Niepokalanego Serca Najświętszej Maryi Panny w Pomysku Wielkim – parafia rzymskokatolicka znajdująca się w diecezji pelplińskiej, w dekanacie Bytów. Została erygowana 2 października 1973 roku.
Zabytkowy kościół parafialny Niepokalanego Serca NMP w Pomysku Wielkim został wybudowany w 1890 roku. Od zakończenia II wojny światowej użytkowany przez katolików. Świątynia jest wzniesiona w stylu neogotyckim.

## Zasięg parafii
Do parafii należą wierni z miejscowości: Bylina, Helenowo-Szarzyn, Leśniczówka Czaple, Mała Wieś, Pomysk Mały, Pomysk Wielki, Struga, Żukówko.

## Proboszczowie
- ks. Alojzy Machay COr (1973–1984)[1]
- ks. Józef Turkiel (1984)[1]
- ks. Józef Wiśniewski (1984–1997)[1]
- ks. Stefan Czarnecki (1997–2005)[1]
- ks. Wojciech Bernard Hapka (od 2005)[1]